# Toledo (Illinois)
Toledo es una villa ubicada en el condado de Cumberland en el estado estadounidense de Illinois. En el Censo de 2010 tenía una población de 1238 habitantes y una densidad poblacional de 526,43 personas por km².

## Geografía
Toledo se encuentra ubicada en las coordenadas 39°16′21″N 88°14′30″O / 39.27250, -88.24167. Según la Oficina del Censo de los Estados Unidos, Toledo tiene una superficie total de 2.35 km², de la cual 2.35 km² corresponden a tierra firme y (0%) 0 km² es agua.

## Demografía
Según el censo de 2010, había 1238 personas residiendo en Toledo. La densidad de población era de 526,43 hab./km². De los 1238 habitantes, Toledo estaba compuesto por el 98.71% blancos, el 0.24% eran afroamericanos, el 0.16% eran amerindios, el 0.24% eran asiáticos, el 0% eran isleños del Pacífico, el 0.32% eran de otras razas y el 0.32% pertenecían a dos o más razas. Del total de la población el 0.89% eran hispanos o latinos de cualquier raza.